# Nocturne en noir et or : la fusée qui retombe
Nocturne en noir et or : la fusée qui retombe – en anglais Nocturne in Black and Gold, the Falling Rocket – est un tableau réalisé par le peintre américain James Abbott McNeill Whistler en 1875. Cette huile sur panneau est une nocturne représentant un spectacle pyrotechnique dans les Cremorne Gardens de Londres, au Royaume-Uni. Manifestation des idéaux de l'Art pour l'art, elle est étrillée comme « un pot de peinture jeté à la face du public » par le critique John Ruskin, que l'artiste poursuit en diffamation avec succès. Aujourd'hui considérée comme l'un de ses chefs-d'œuvre, elle est conservée au Detroit Institute of Arts, à Détroit.